# کیم این کوان
کیم این کوان (کره‌ای: 김인권؛ زادهٔ ۲۰ ژانویه ۱۹۷۸) بازیگر اهل کره جنوبی است. کیم به خاطر ایفای نقش‌های مکمل به یادماندنی‌اش شناخته می‌شود. او اولین نقش اصلی خود را در فیلم او در حال انجام وظیفه است (۲۰۱۰) انجام داد و به دنبال آن در تقریباً چه (۲۰۱۲)، زاده شده برای آواز (۲۰۱۳) و حواری (۲۰۱۴) حضور پیدا کرد.
کیم این-کوان همچنین کارگردان و بازیگر فیلم کوتاه سال ۲۰۰۳ به نام Shivski بوده‌است. او در مجموعه‌های تلویزیونی تو زیبایی، ذهن‌های جنایتکار و آقای ملکه ایفای نقش کرده‌است.